# Agricultura urbana

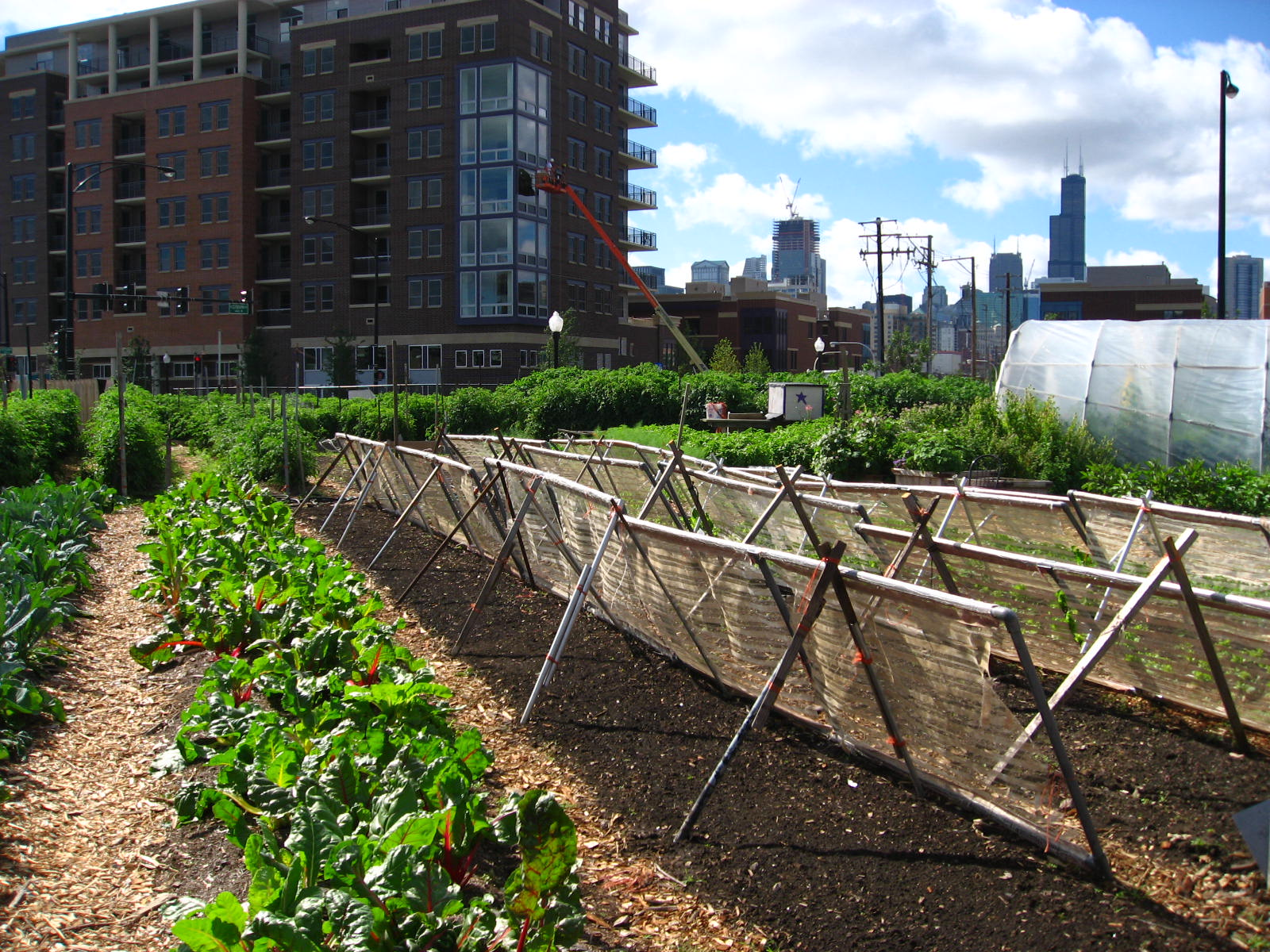
Agricultura urbana en Chicago

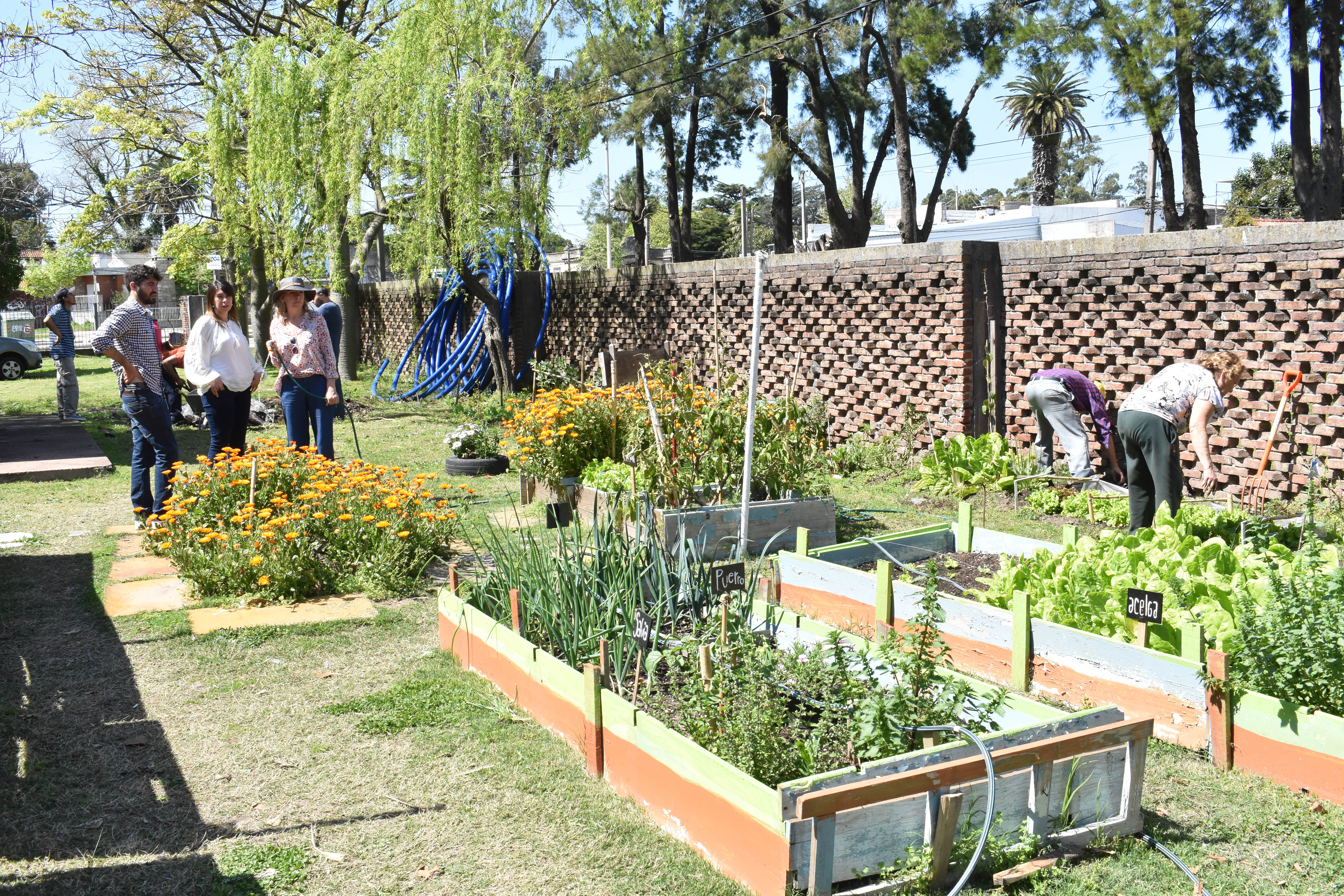
Agricultura urbana en Montevideo

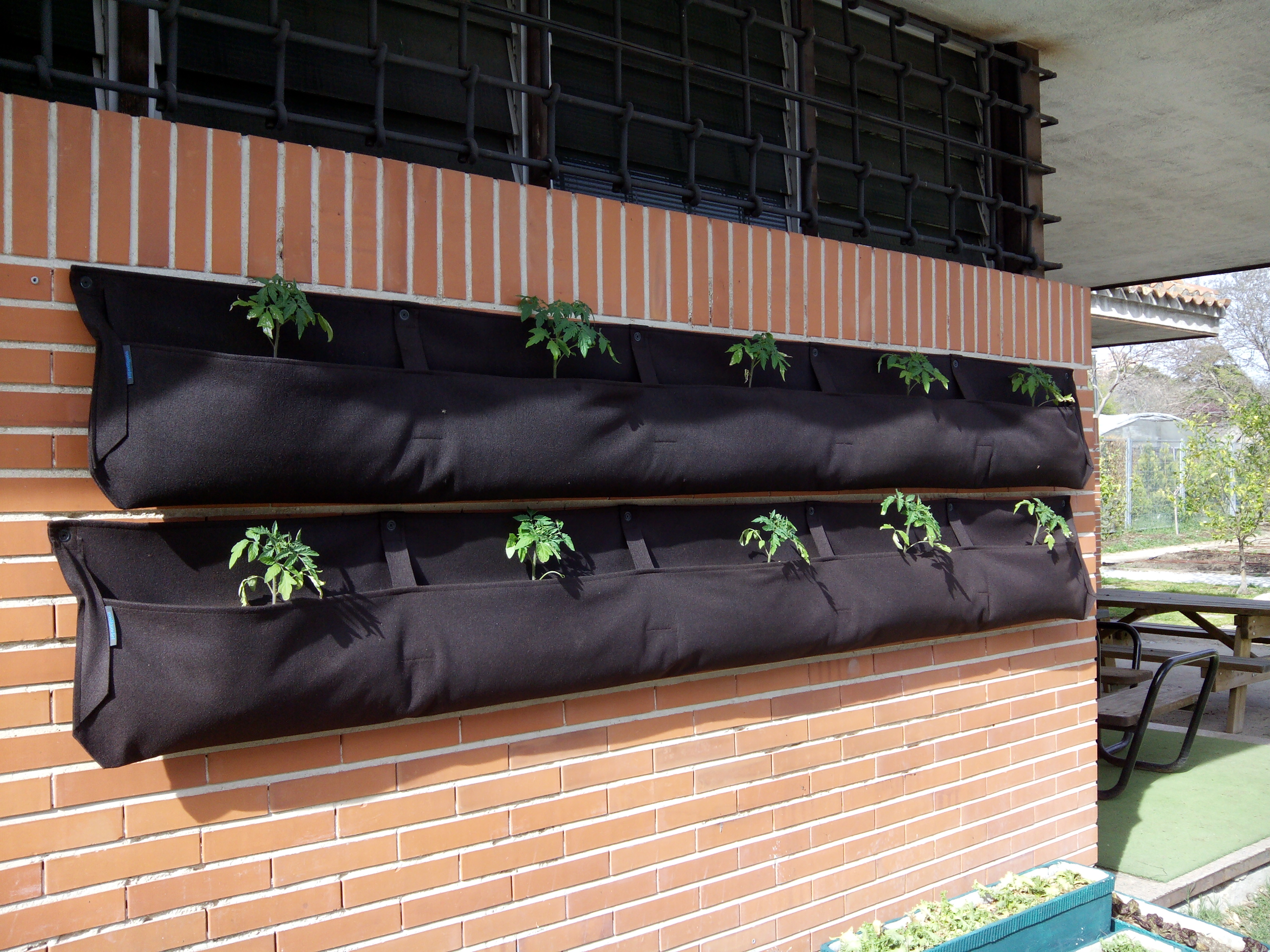
Huerto vertical en el Centro de Educación Ambiental de El Retiro, Madrid.

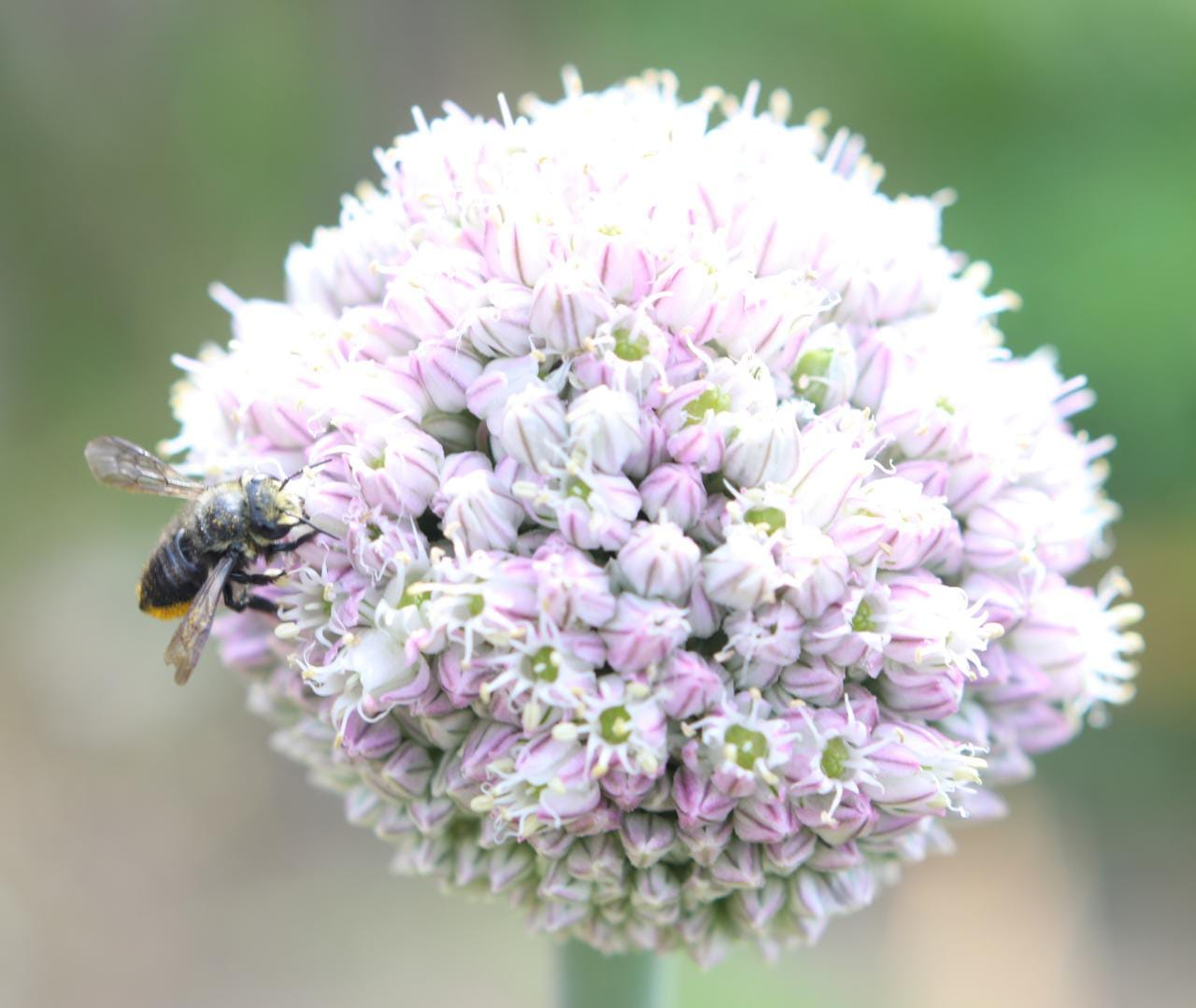
Las huertas urbanas ayudan a los polinizadores y recuperan la biodiversidad en las ciudades Bogotá

La agricultura urbana, también conocida como periurbana (esto es cultivado en el entorno inmediato de las ciudades, a menudo en terrenos calificados o previstos para el crecimiento de la ciudad o la dotación de equipamientos o infraestructuras), es la práctica de la agricultura con cultivos dentro del área urbana.
La tierra usada para las huertas urbanas puede ser privada, pública o residencial en espacios como balcones, paredes, techos de edificios, calles públicas o márgenes y antiguos sotos deforestados de los ríos. En muchas ocasiones la agricultura se practica en terrenos ocupados, de propiedades públicas o privadas en estado de abandono.
La agricultura urbana se realiza para actividades de producción de alimentos. Contribuye a la soberanía alimentaria y a proporción de alimentos seguros de dos maneras: incrementando la cantidad de alimentos disponibles para los habitantes de ciudades, y en segundo lugar provee verduras y frutas frescas para los consumidores urbanos.
Debido a que promueve el ahorro de energía, la producción local de alimentos, la agricultura urbana y periurbana son actividades de sostenibilidad. Puede sin embargo originar problemas y conflictos sociales en el caso de utilización de terrenos privados abandonados para la ubicación de "huertos familiares" clandestinos. Estas actuaciones incontroladas pueden también plantear problemas derivados de la falta de calidad de las aguas utilizadas para el riego, a menudo aguas residuales. Requiere además de un tipo de gestión que va más allá de los agronómico o incluso lo social, pues pasa a ser un aspecto de la ordenación urbanística.
La agricultura urbana también ha sido un punto de encuentro y resistencia para actores locales comunitarios en Latinoamérica.  En ciudades como Bogotá la huerta urbana promueve el uso y reutilización de recursos renovables, protección de ecosistemas, ejemplo bordes de quebradas, humedales, y zonas verdes dentro de la ciudad, la recuperación de tejido social por medio de la integración vecinal, la promoción de buenos comportamiento y civismo; es un estilo de vida alternativo.

## Historia

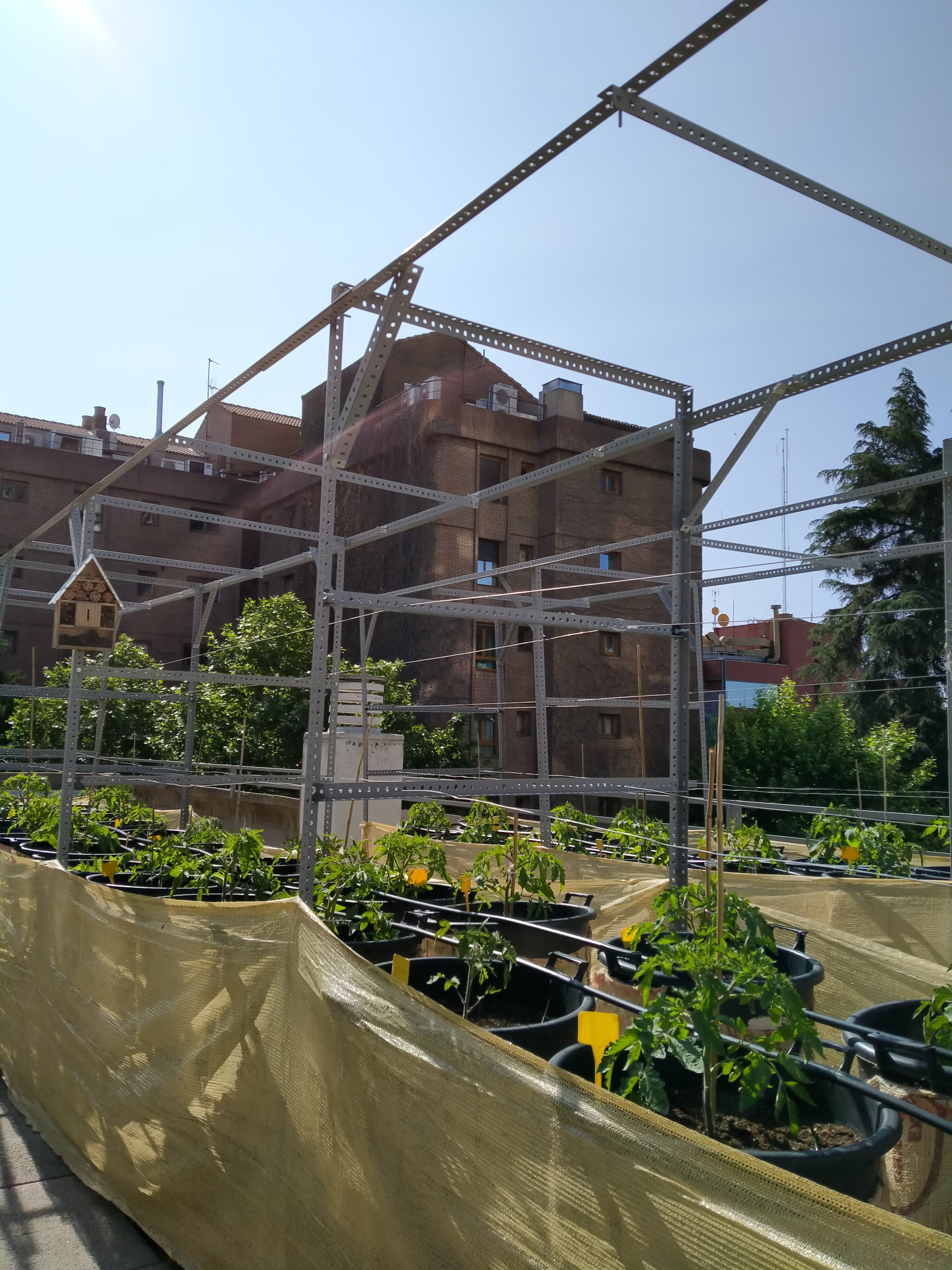
Cultivo en azotea experimental situado en un edificio céntrico de la ciudad de Madrid

En las ciudades semidesérticas de Persia, los oasis se alimentaban a través de acueductos que llevaban el agua de las montañas para sostener la producción intensiva de alimentos, nutrida por los desechos de las comunidades. En Machu Picchu, el agua se conservaba y reutilizaba como parte de la arquitectura escalonada de la ciudad, y los parterres de hortalizas estaban diseñados para recoger el sol con el fin de prolongar la temporada de cultivo.

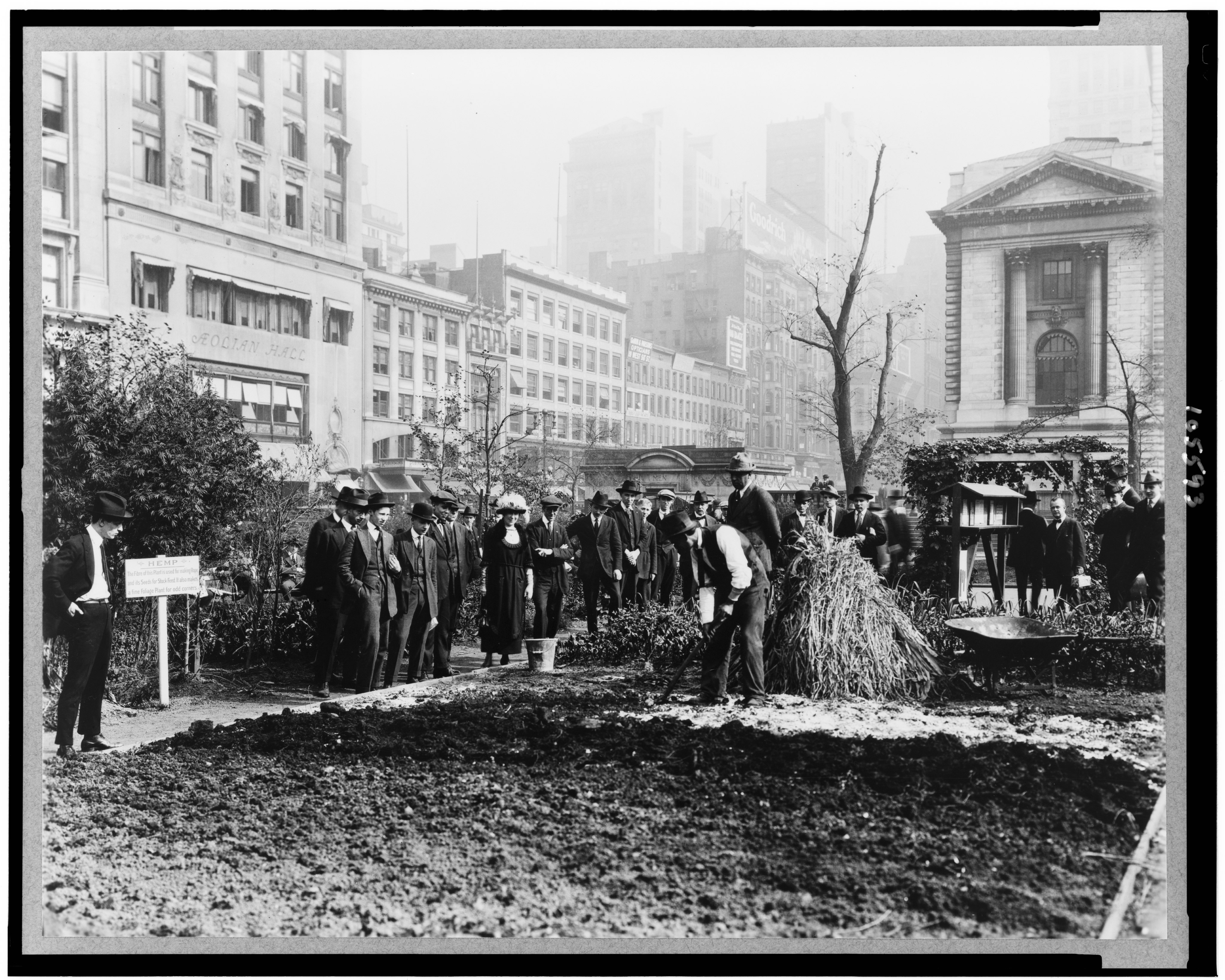
Una demostración de jardinería en la ciudad de Nueva York, 1922.

La idea de la producción suplementaria de alimentos más allá de las operaciones agrícolas rurales y las importaciones lejanas no es nueva. Se utilizó durante la guerra y la depresión, cuando surgieron problemas de escasez de alimentos, así como en épocas de relativa abundancia. Los huertos de cultivo surgieron en Alemania a principios del siglo XIX como respuesta a la pobreza y la inseguridad alimentaria. 
En 1893, se pidió a los ciudadanos de una Detroit golpeada por la depresión que utilizaran lotes vacíos para cultivar verduras. Fueron apodados los Parches de Patatas de Pingree en honor al alcalde, Hazen S. Pingree, que tuvo la idea. Su intención era que estos huertos produjeran ingresos, suministro de alimentos e impulsaran la independencia en tiempos de penuria. Los huertos de la victoria surgieron durante la Primera y la Segunda Guerra Mundial y eran huertos de frutas, verduras y hierbas en Estados Unidos, Canadá y el Reino Unido. Este esfuerzo fue emprendido por los ciudadanos para reducir la presión sobre la producción de alimentos que debían apoyar el esfuerzo bélico.
Durante la Primera Guerra Mundial, el presidente Woodrow Wilson hizo un llamamiento a todos los ciudadanos estadounidenses para que utilizaran cualquier crecimiento de alimentos abierto disponible, viendo esto como una forma de sacarlos de una situación potencialmente perjudicial. Como la mayor parte de Europa estaba consumida por la guerra, no podían producir suficientes suministros de alimentos para enviarlos a los Estados Unidos y se puso en marcha un nuevo plan con el objetivo de alimentar a los Estados Unidos e incluso suministrar un excedente a otros países necesitados. En 1919, más de 5 millones de parcelas cultivaban alimentos y se cosecharon más de 500 millones de libras de productos.

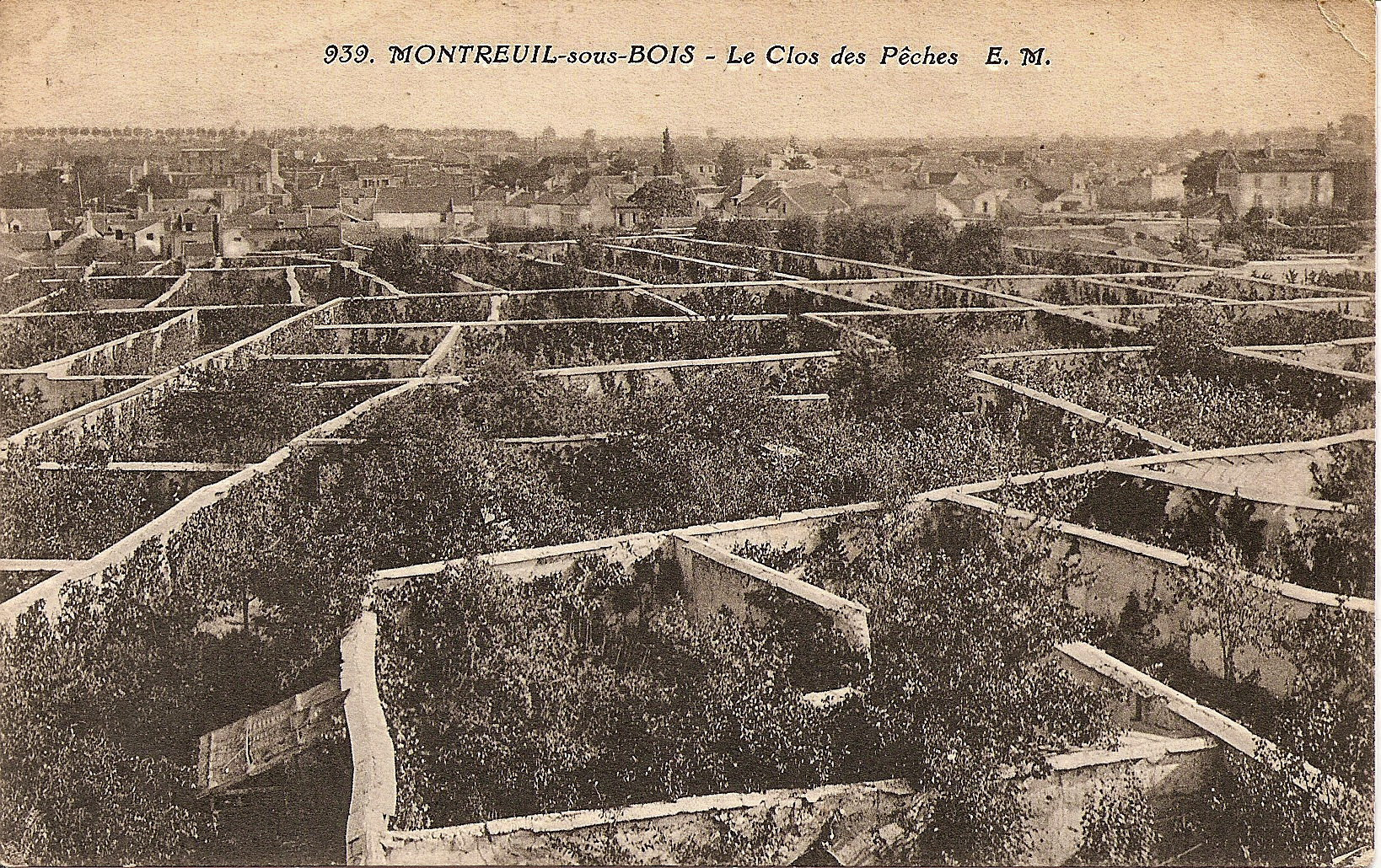
Melocotones en Montreuil (Sena-San Denis), Francia.

Una práctica muy similar se puso en práctica durante la Gran Depresión que proporcionó un propósito, trabajo y comida a aquellos que de otra manera no tendrían nada durante tiempos tan duros. Estos esfuerzos ayudaron a levantar el ánimo e impulsar el crecimiento económico. Durante la Depresión se produjeron alimentos por valor de más de 2,8 millones de dólares en los huertos de subsistencia. Para la Segunda Guerra Mundial, la Administración de Guerra/Alimentos creó un Programa Nacional de Huertos de la Victoria que se propuso establecer sistemáticamente una agricultura funcional dentro de las ciudades. Con este nuevo plan en marcha, hasta 5,5 millones de estadounidenses participaron en el movimiento de los huertos de la victoria y se cultivaron más de nueve millones de libras de fruta y verdura al año, lo que supuso el 44% de los productos cultivados en EE. UU. durante todo ese tiempo.

## Tipos principales

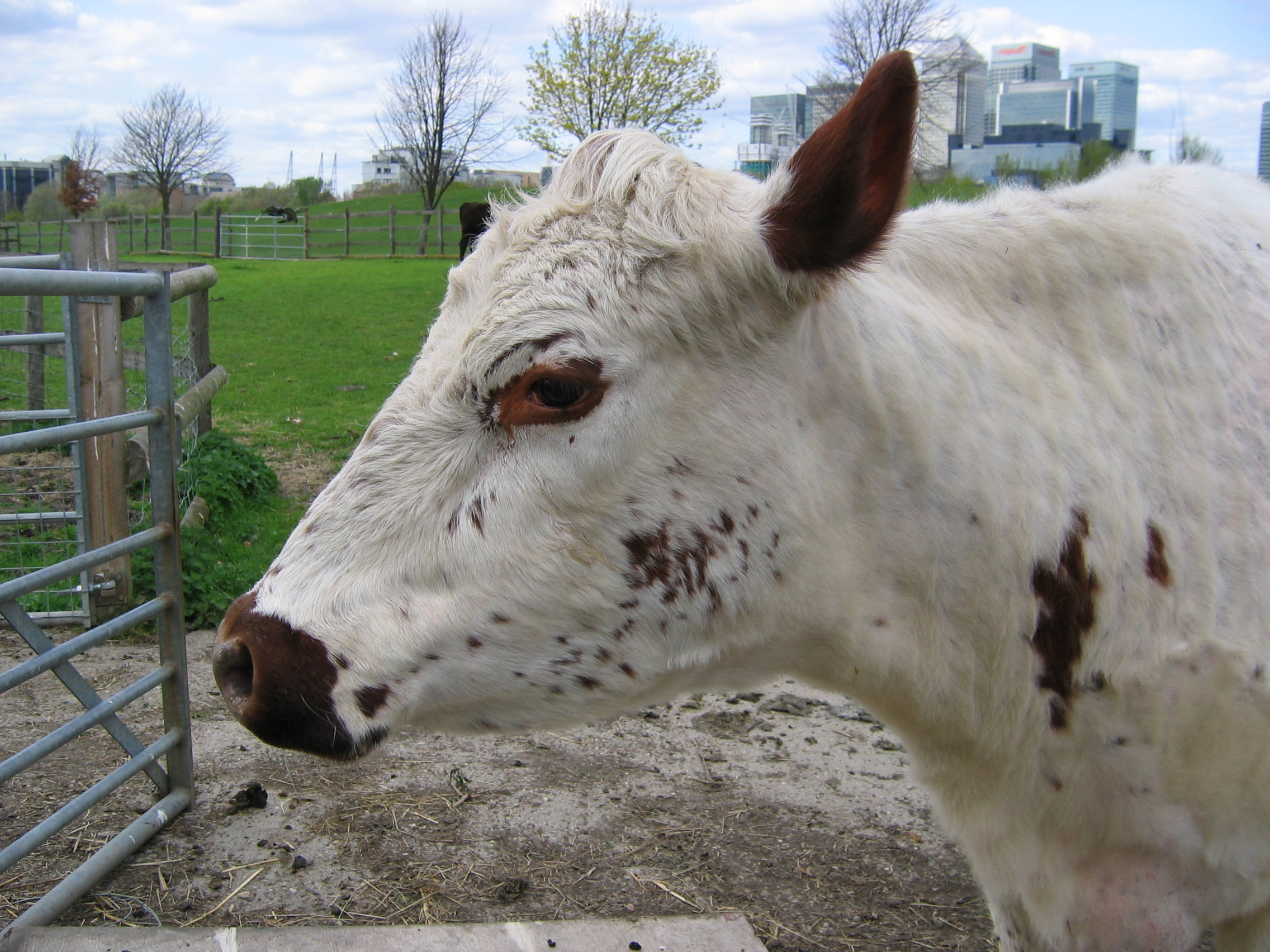
Una vaca en Mudchute Park and Farm, Tower Hamlets, Londres.

No existe un término general para designar las parcelas agrícolas en zonas urbanas.  Los jardines y las granjas, aunque no son fáciles de definir, son los dos tipos principales. Según el USDA, una granja es "cualquier lugar desde el que se producen y venden 1000 dólares o más en productos agrícolas. " En Europa, el término "granja urbana" se utiliza para incluir jardines y granjas.

### Jardines
Muchas comunidades hacen que la jardinería comunitaria sea accesible al público, proporcionando un espacio para que los ciudadanos cultiven plantas para la alimentación, la recreación y la educación. Los huertos comunitarios dan a los ciudadanos la oportunidad de aprender sobre horticultura a través de la prueba y el error y obtener una mejor comprensión del proceso de producción de alimentos y otras plantas. Un programa de jardinería comunitaria bien establecido es el P-Patch de Seattle. El movimiento popular de permacultura ha tenido una enorme influencia en el renacimiento de la agricultura urbana en todo el mundo. Durante la década de 1960 se crearon varios huertos comunitarios en el Reino Unido, influidos por el movimiento de los huertos comunitarios en Estados Unidos. El Proyecto Severn de Bristol se creó en 2010 por 2500 libras y proporciona 34 toneladas de productos al año, empleando a personas de entornos desfavorecidos.

### Granjas

El Proyecto Granja en las Azoteas de la Ciudad de Nueva York.

Las granjas urbanas son parcelas agrícolas en zonas urbanas, que cuentan con personas que trabajan con animales y plantas para producir alimentos. Suelen ser jardines gestionados por la comunidad que buscan mejorar las relaciones de la comunidad y ofrecer un conocimiento de la agricultura y la ganadería a las personas que viven en zonas urbanizadas. Son importantes fuentes de seguridad alimentaria para muchas comunidades de todo el mundo. Las granjas urbanas varían en tamaño, desde pequeñas parcelas en patios privados hasta granjas más grandes que ocupan varias hectáreas. En 1996, un informe de las Naciones Unidas estimó que hay más de 800 millones de personas en todo el mundo que cultivan alimentos y crían ganado en las ciudades. Aunque algunas granjas urbanas cuentan con empleados remunerados, la mayoría dependen en gran medida de la mano de obra voluntaria, y algunas son dirigidas únicamente por voluntarios. Otras granjas urbanas funcionan como asociaciones con autoridades locales.
En 1972 se creó una de las primeras granjas urbanas en Kentish Town, Londres. Combina animales de granja con espacios de jardinería, un complemento inspirado en las granjas infantiles de los Países Bajos. Le siguieron otras granjas urbanas en Londres y el Reino Unido. En Australia, existen varias granjas urbanas en varias capitales. En Melbourne, la Granja Infantil Collingwood se creó en 1979 en el Abbotsford Precinct Heritage Farmlands (el APHF), el terreno más antiguo cultivado continuamente en Victoria, cultivado desde 1838.
En 2010, en la ciudad de Nueva York se construyó e inauguró la mayor granja de azotea del mundo, de propiedad y gestión privadas, a la que siguió una ubicación aún mayor en 2012. Ambos fueron el resultado de programas municipales como el Programa de Reducción de Impuestos sobre Techos Verdes y el Programa de Subvenciones para Infraestructuras Verdes.
En Singapur están apareciendo granjas hidropónicas en las azoteas (que también se basan en la agricultura vertical). El objetivo que se persigue es rejuvenecer zonas y mano de obra hasta ahora marginadas. Al mismo tiempo, se cultivarán y cosecharán productos de alto nivel sin pesticidas.

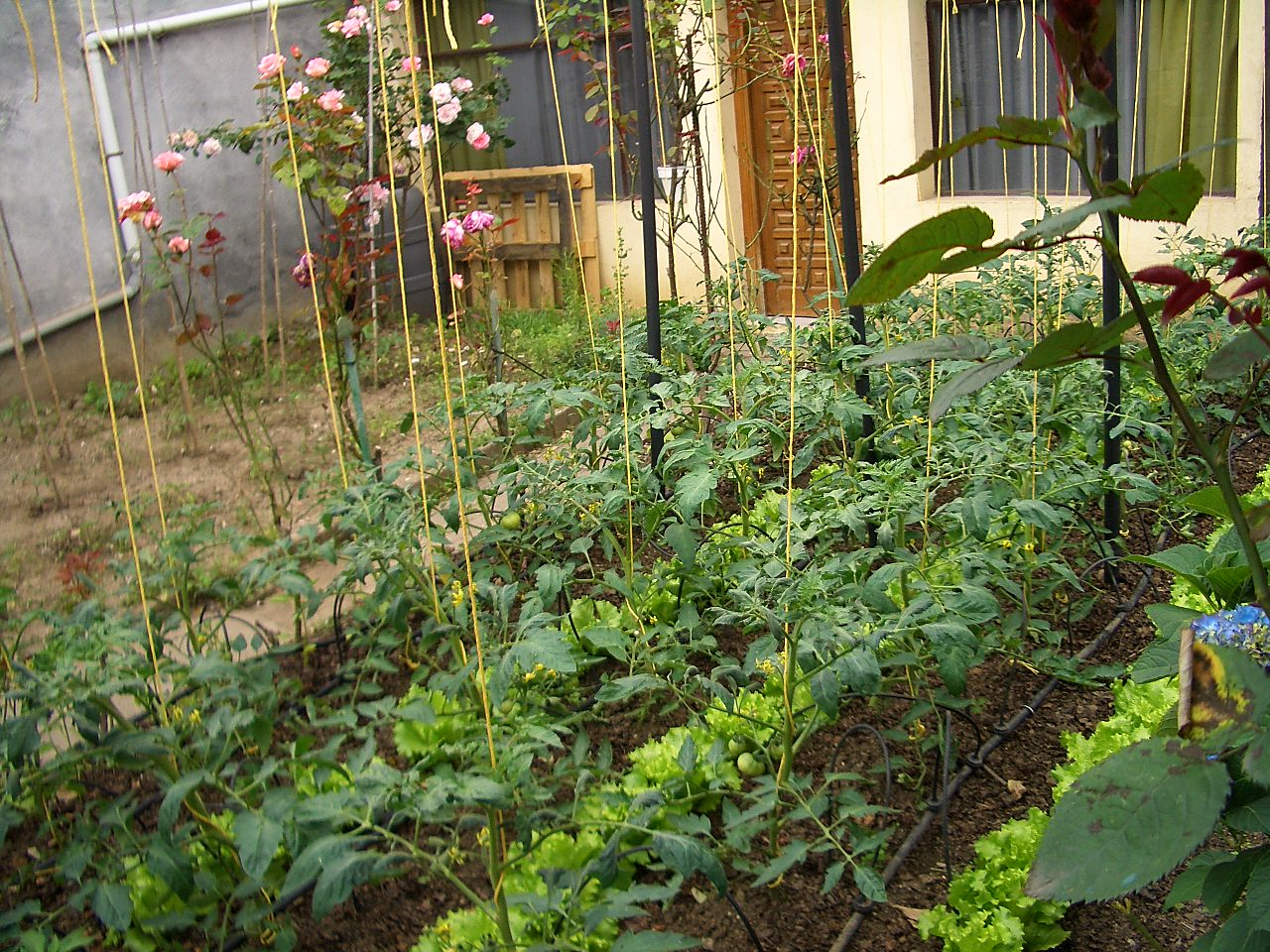
Un ordenado jardín delantero de flores y verduras en Aretxabaleta, España

## Crecimiento de la agricultura urbana

### Economías locales
La producción localizada de alimentos en áreas urbanas y periurbanas crea economías locales fuertes al crear puestos de trabajo, siendo también una forma de incrementar la participación comunitaria en la gestión de los recursos propios para reducir la pobreza. Algunos investigadores indican que estos centros de producción deberían reducir la tasa de desocupación en pueblos y grandes ciudades. Algunas escuelas como Waldorf ya incorporaron el tema a su plan de estudios. Los proyectos de agricultura urbana están comenzando a abrir un nuevo mercado laboral en áreas que han sido afectadas negativamente por subcontratación de trabajos.
Bogotá, capital de Colombia, segundo país más biodiverso del planeta se ha convertido en referente en Latinoamérica en agricultura urbana, existen más de 20 mil huerteros en la ciudad y más de 4 mil huertos.

### Eficiencia energética
El sistema de agricultura industrial actual se caracteriza por altos costos energéticos debido a la necesidad de medios de transporte. La energía utilizada para transportar alimentos se reduciría drásticamente si las ciudades produjeran sus alimentos de forma local.

### Calidad alimentaria

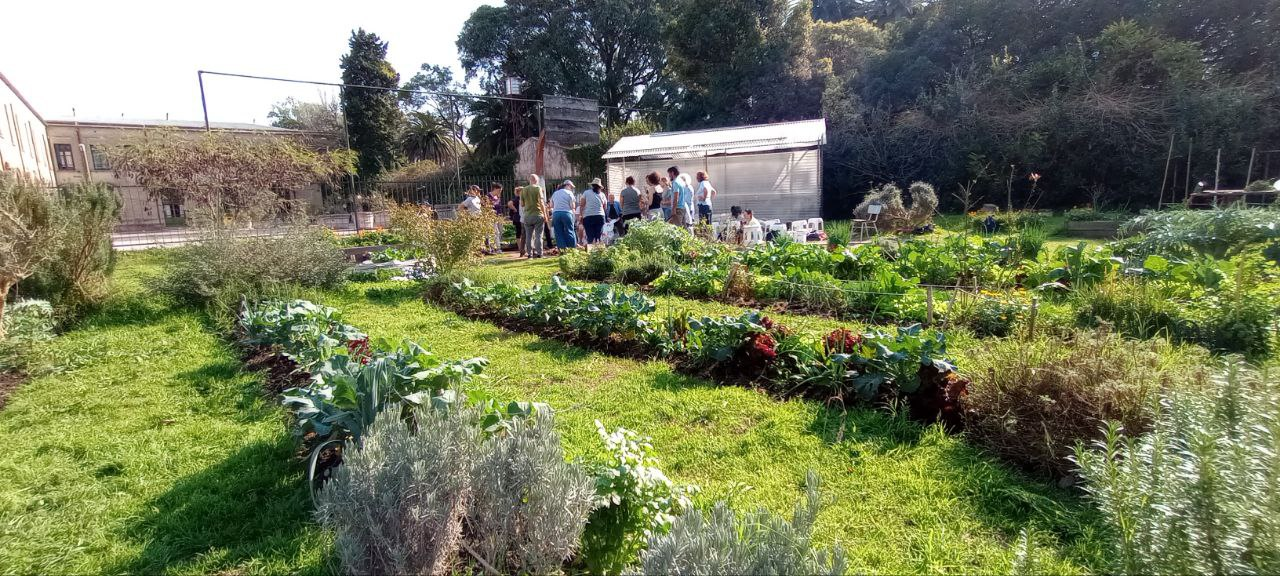
Producción de alimentos en huerta agroecológica comunitaria urbana, en Buenos Aires, Argentina. Foto tomada en el mes de agosto 2023.

A pesar de que el aroma y el gusto de los productos locales son subjetivos, muchos participantes de la agricultura urbana reportan que prefieren el sabor de esos productos locales, o alimento orgánico, que los de la producción industrial. También, la agricultura urbana apoya una producción más sustentable de alimentos que intenta hacer decaer el uso de pesticidas peligrosos. Los agricultores urbanos y locales también eliminan la necesidad de conservantes, ya que sus productos no tienen que viajar a largas distancias.